# Хусабю
Хусабю (швед. Husaby) — деревня в Швеции.

## География и история
Деревня находится на западе Швеции в провинции Вестергётланд, недалеко от горы Киннекулле на берегу озера Венерн. Входит в коммуну Йётене лена Вестра-Гёталанд, население на 2006 год составляло 433 человека.
Средневековый Хусабю известен как один из важнейших центров христианизации Швеции. Согласно преданию, около 1008 года шведский король Олаф Шётконунг принял здесь крещение от английского епископа Зигфрида. Церковь Хусабю была первым кафедральным собором в Швеции. Вблизи этой церкви находится ручей святого Зигфрида (Сигурда), в котором крестился король Олаф, и руины епископского замка, возведённого около 1400 года Брюнольфом Герлакссоном и разрушенного во время Реформации.
На территории общины археологами были найдены многочисленные места стоянок и поселений первобытного населения Скандинавии. Кроме древних захоронений, камней с руническими письменами (Husabysten), здесь также были обнаружены наскальные рисунки и пиктограммы — в первую очередь, в районе Лилла-Флюхов (Lilla Flyhov).

## Галерея

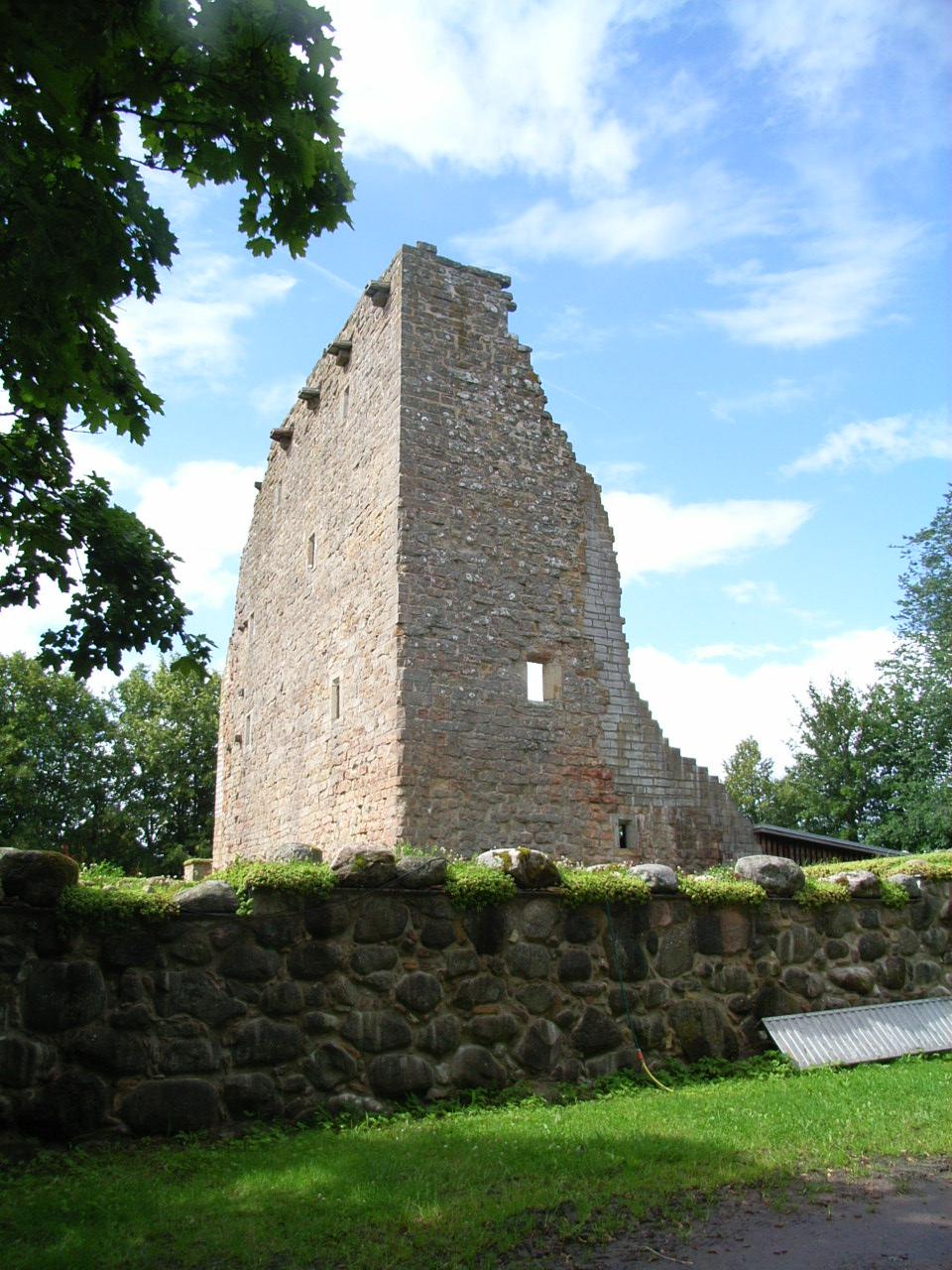
Епископский замок
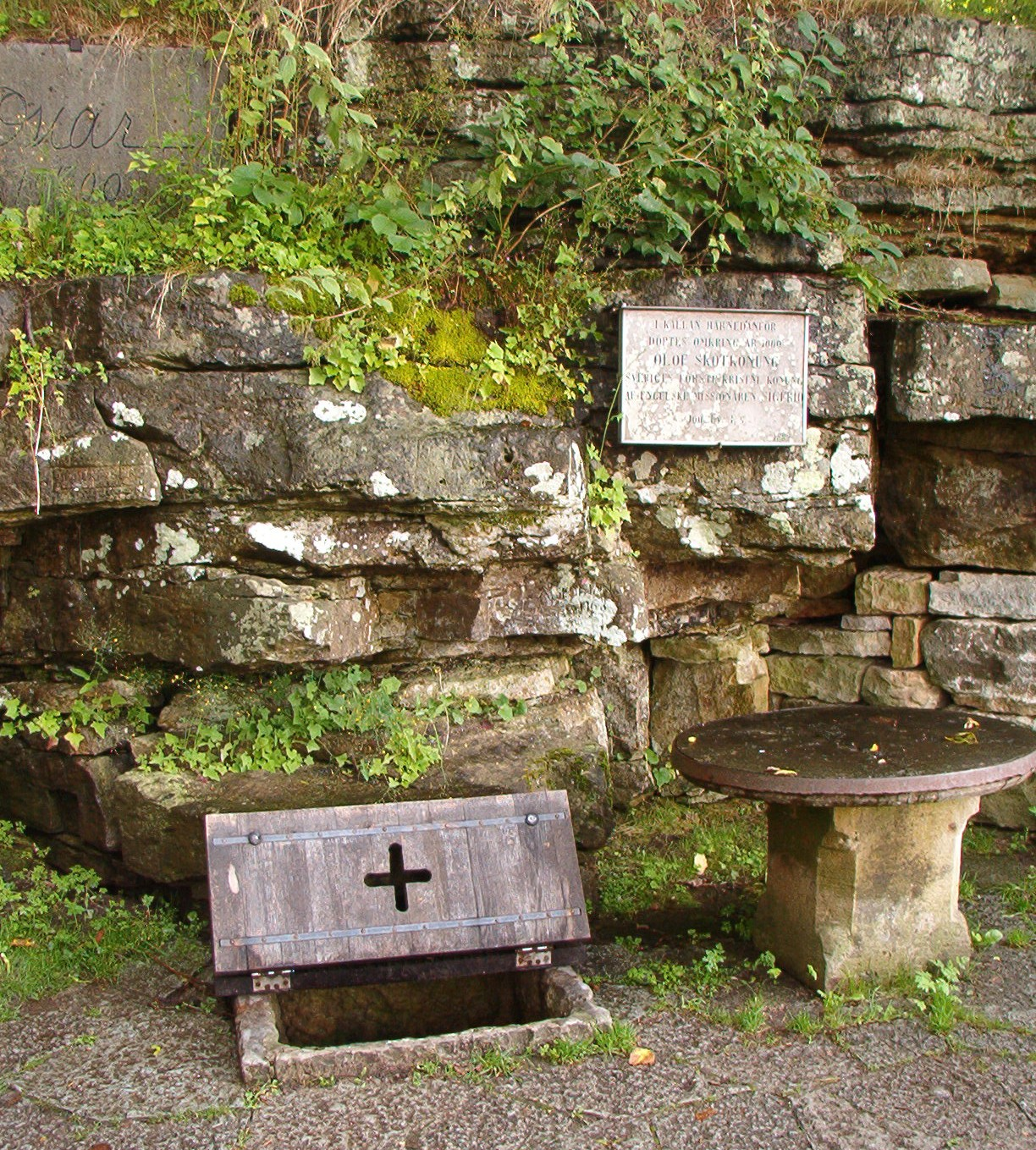
Ручей св. Сигурда
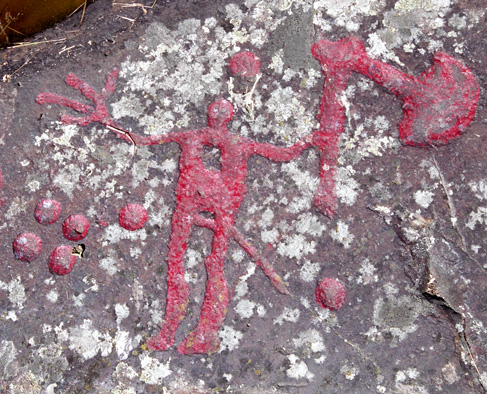
Наскальные рисунки в Лилла-Флюхов
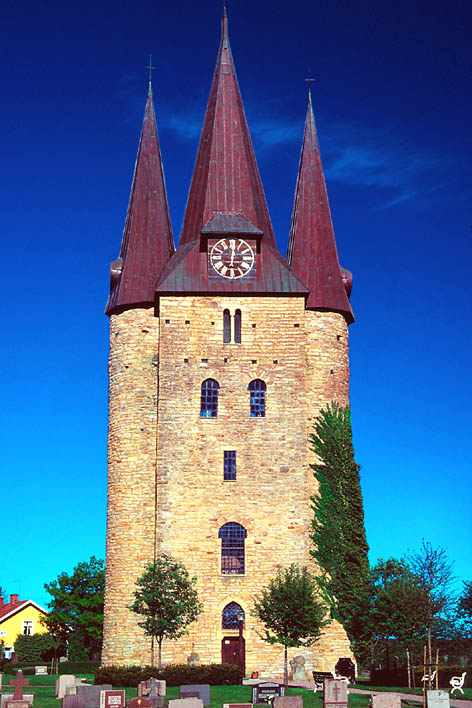
Церковь в Хусабю